# シルヴァン・フライホルツ
シルヴァン・フライホルツ（Sylvain Freiholz、1974年11月23日 - ）は、スイス、ヴォー州ジュラ=ノール・ヴァルド郡(Jura-Nord vaudois)出身の元スキージャンプ選手。1997年にトロンハイムで行われたノルディックスキー世界選手権のラージヒルで銅メダルを獲得、ノーマルヒルでも7位になっている。
1991年にはすでにV字ジャンプを取り入れていた数少ない選手の一人である。
スキージャンプ・ワールドカップでの最高順位は1993年12月の2位、1992年に行われたノルディックスキージュニア世界選手権でも2位を獲得した。
冬季オリンピックには4度出場し、1992年のアルベールビルオリンピックではラージヒル14位、ノーマルヒル24位、1994年のリレハンメルオリンピックではノーマルヒル25位、ラージヒル36位、1998年の長野オリンピックでは団体6位、ノーマルヒル29位、ラージヒル41位、ソルトレイクシティオリンピックでは団体7位、ノーマルヒル25位、ラージヒル27位となっている。